# 弱珍燈魚
弱珍灯鱼（学名：Lampanyctus pusillus）为輻鰭魚綱燈籠魚目灯笼鱼科的其中一種。分布于大西洋、印度洋及南太平洋海域，為深海魚類，棲息深度40-850公尺，體長可達4.3公分。

## 扩展阅读
維基物種上的相關：弱珍灯鱼